# Pierre André de Suffren

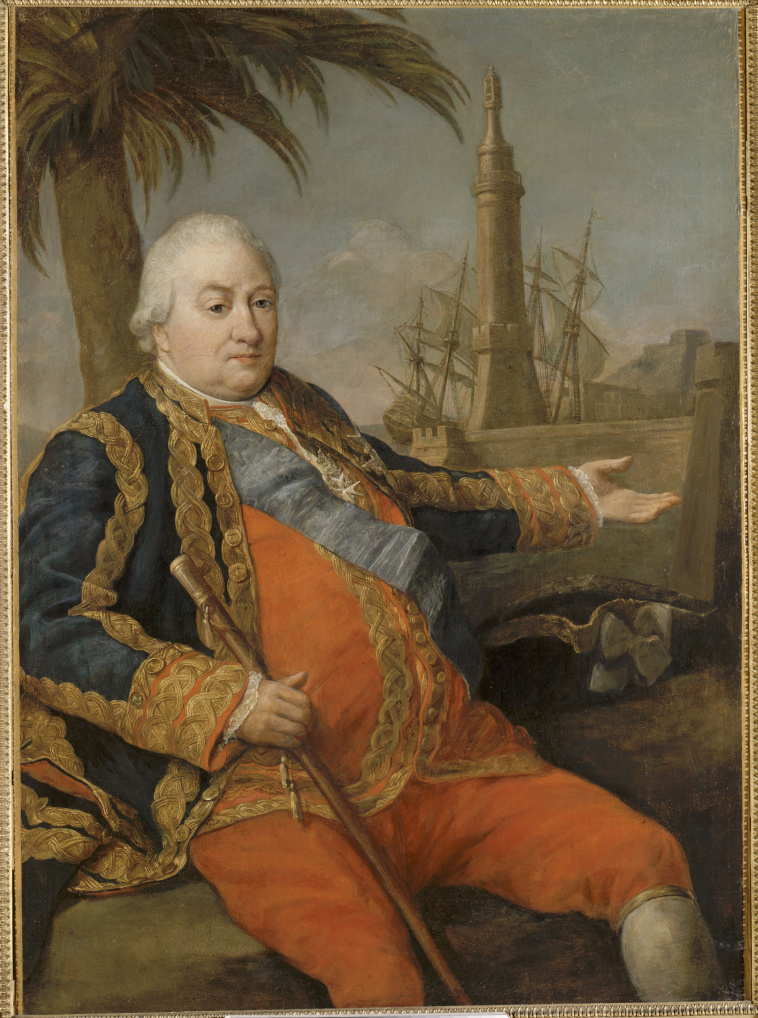
Pierre André de Suffren.

Pierre André de Suffren de Saint-Tropez, född den 13 juli 1729 på slottet Saint-Cannat (Provence), död den 8 december 1788 i Paris, var en fransk sjömilitär.
Suffren ingick 1743 vid franska marinen och deltog i flera drabbningar mot engelsmännen, bland annat vid Toulon (1744) och i Indien. Efter freden i Aachen (1748) inträdde han i malteserordens tjänst och deltog med framgång i deras strider mot Barbareskstaterna. År 1778 deltog han som kapten i franska flottan i nordamerikanska frihetskriget och utmärkte sig särskilt i slaget vid Grenada (6 juli 1779). I spetsen för en fransk-spansk eskader bemäktigade han sig den 9 augusti 1780 vid Kap Sankt Vincent en engelsk eskader om 12 skepp. År 1781 sändes han till Kapkolonin i spetsen för en undsättningsexpedition åt holländarna och lyckades åt dem rädda denna. Året därpå tillfogade han engelska flottan allvarsamma förluster vid Trinquemale på Ceylon och gjorde en del erövringar till lands där. För sina stora förtjänster blev han slutligen viceamiral. Suffren blev ett slags provensalsk nationalhjälte (se exempelvis Mistrals dikt "Miréio").